# Isabella Leicht

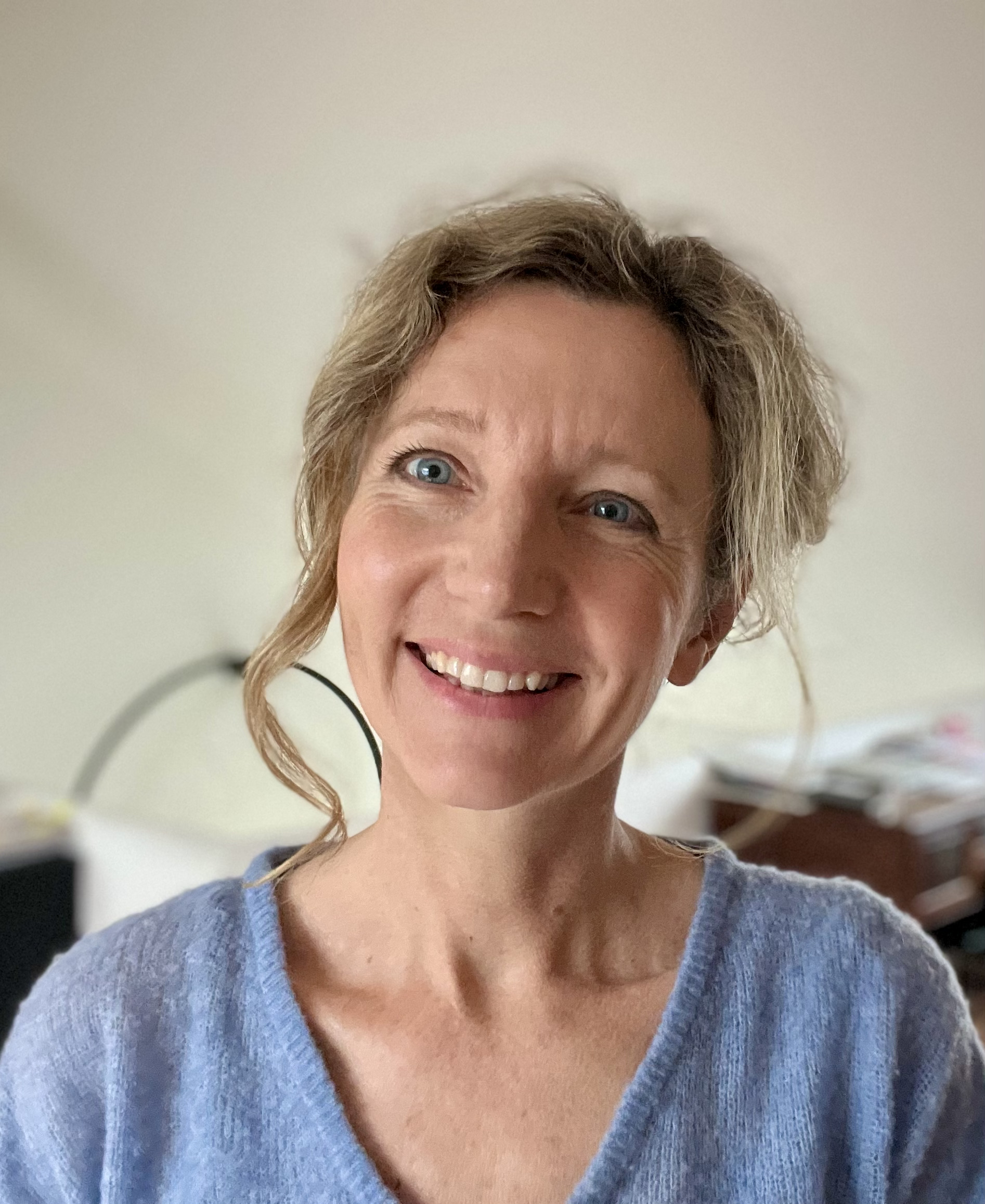
Isabella Leicht

Isabella Leicht (* 1973 in München) ist eine deutsche Schauspielerin, Sprecherin, Regisseurin und Drehbuchautorin.

## Leben
Leicht lebte zwischen 1987 und 1990 in Saudi-Arabien. Ihre schulische Laufbahn setzte sie in München fort, wo sie 1993 ihr Abitur ablegte. Anschließend besuchte sie von 1994 bis 1997 die Schauspielschule Gmelin in München und bestand 1997 die ZAV-Prüfung. Ihre Ausbildung ergänzte sie durch Drehbuchkurse, die sie von 2002 bis 2024 in der Filmwerkstatt München belegte.
Für die Krimiserie Die Rosenheim-Cops schreibt sie seit 2018 Drehbücher. 2023 erschien ihr Buch „Mord mit Bergblick“ bei ars Edition.
Neben ihrer Tätigkeit als Drehbuchautorin ist Leicht auch als Schauspielerin aktiv. In den letzten Jahren war sie in Film- und Fernsehproduktionen zu sehen, darunter „Masel Tov Cocktail“ und „Lena Lorenz“. Weitere Auftritte hatte sie in „Frühling: Am Ende des Sommers“, „Weißblaue Wintergeschichten“, „Die Rosenheim-Cops“ und „Hubert und Staller“.
Auf der Bühne spielte sie am Stadttheater Regensburg (1999–2003) und am Theater Hagen (1997–1998) in Stücken wie „Emilia Galotti“ und „Der zerbrochene Krug“. Am Apollo Theater in Siegen spielet sie zwischen 2008 und 2019 Charaktere wie Ronja Räubertochter, Pippi Langstrumpf und die kleine Hexe. Bei den Luisenburg Festspielen 2010 übernahm sie die Rolle der Janet in „The Rocky Horror Show“ und der Protagonistin Anna Hierl in „Tannöd“. 2024 spielte sie die Hauptrolle in „Des Sängers Fluch“ am Hoftheater München.

## Drehbücher
- Die Rosenheim-Cops
  - 2018 Der Bierkrieg (Episode 19/15)
  - 2019 Ein Date für Frau Stockl (19/13)
  - 2020 Ein Stern für Michi Mohr (20/23)
  - 2022 Der Stein des Anstoßes (22/15)
  - 2023 Eine Lehre für Stadler (23/14)
  - 2024 Mord am Set (AT)
- 2024 Der Familie entkommt man nicht (AT) – Exposé Mini-Serie
- 2023 Dein Kind in meinem Bauch (AT) –  Exposé Spielfilm
- 2022 Exposé und Treatment für Hubert ohne Staller
- 2020 Werbespot für Christine Kröncke

## Autorentätigkeit
- Wieder dahoam (BR-Aufzeichung 2009)
- Shakespeares wilde Weiber
- Heute Hüttenstriptease

## Filmographie als Schauspielerin (Auswahl)
- 2003: Das sündige Dorf (BR)
- 2005: Forsthaus Falkenau (ZDF)
- 2006: SOKO München (ZDF)
- 2007: Alles außer Sex (ARD)
- 2007: Der Bulle von Tölz: Feuer und Flamme (BR)
- 2008: Lindenstraße (ARD)
- 2008: Spezlwirtschaft (BR)
- 2010: Der Einsturz – Die Wahrheit ist tödlich (ZDF)
- 2013: Tödliche Versuchung (ZDF)
- 2015: Die Rosenheim-Cops (ZDF)
- 2015: Hubert und Staller (ARD)
- 2017: Weißblaue Wintergeschichten (BR)
- 2018: Frühling: Am Ende des Sommers (ZDF)
- 2019: Lena Lorenz (ZDF)
- 2020: Masel Tov Cocktail (Kino)
- 2021 XY-ungelöst (ZDF)
- 2023 Hypertonie (APP)

## Theater (Rollenauswahl als Schauspielerin)
- 1997–1998 Theater Hagen. Rollen: Das Sams, Eve in „Der zerbrochene Krug“
- 1999–2003 Stadttheater Regensburg. Rollenauswahl: Emilia Galotti, das kunstseidene Mädchen, Alison in „Trainspotting“, Anybodys in „West Side Story“
- 2004: Der Saisongockl, Chiemgauer Volkstheater
- 2008: Die Witwen, a.gon-Theater
- 2008–2019 Apollo Theater Siegen. Rollen: Ronja Räubertochter, Pippi Langstrumpf. die kleine Hexe, Seppl
- 2010 Luisenburg-Festspiele. Rollen: Janet in „The Rocky Horror Show“, Protagonistin in „Tannöd“
- 2022–2024 Des Sängers Fluch, Tournee
- 2024: Des Sängers Fluch, Hoftheater München[2]